# Johan Sauwens
Johan Peter Jozef Sauwens (Sint-Truiden, 14 maart 1951) is een Belgisch politicus, aanvankelijk voor de Volksunie, daarna voor CD&V, onder meer op de lokale open lijst Trots op Bilzen.

## Biografie

### Lokale politiek
Sauwens studeerde in 1975 af als licentiaat in de rechten aan de Katholieke Universiteit Leuven en was van 1975 tot 1993 advocaat. Tijdens zijn studies was hij militant van de Vlaams-Nationale Studentenunie en op die manier verzeilde hij in de Volksunie. Van 1975 tot 1979 was hij voorzitter van de jongerenafdeling van de partij, VUJO. Hij behoorde binnen de VU tot de klassiek-nationalistische groep van het centrum.
Van 1977 tot 1985 was hij voor de Volksunie provincieraadslid van Limburg. Van 1981 tot 1985 was hij ook ondervoorzitter van de Gewestelijke Ontwikkelingsmaatschappij Limburg. In deze periode werd Johan Sauwens bekend als advocaat van de tegenstanders van de aanleg van de A24, oorspronkelijk gepland als snelweg vanuit Luik via Belgisch Limburg richting Eindhoven.
In 1976 werd hij voor het eerst verkozen tot gemeenteraadslid van Bilzen, waar hij van 1983 tot 1989 en van 1995 tot 2012 burgemeester was. Bij de lokale verkiezingen van 2012 was zijn partij opnieuw de grootste in Bilzen, maar er werd een coalitie zonder hen gekozen. Oud-VU-partijgenote Frieda Brepoels (N-VA) nam de sjerp over.
In november 2007 besliste hij de tijdelijke sluiting van de kaasfabriek Fro d'or wegens geurhinder. Fro d'or diende een klacht in tegen deze sluiting, die volgens deze onderneming onwettig was. In juli 2018 werd hij door het hof van beroep veroordeeld voor de sluiting van de fabriek, onder meer omdat hij de eigenaars geen kans gaf zich te verdedigen.
Bij de lokale verkiezingen van oktober 2018 was Sauwens' partij Trots op Bilzen opnieuw de grootste, maar opnieuw werd een coalitie zonder deze lokale CD&V-lijst gemaakt. Bruno Steegen van Beter Bilzen (Open Vld) werd burgemeester, maar Sauwens vocht de uitslag aan vanwege onregelmatigheden bij de telling van de stemmen. Die klacht werd gegrond verklaard en er volgden nieuwe verkiezingen op 16 juni 2019. Trots op Bilzen werd opnieuw de grootste en de al gevormde coalitie verloor haar meerderheid. Bovendien werd Sauwens' partij onvermijdbaar voor de nieuwe coalitie. Uiteindelijk werd een coalitie gevormd met Beter Bilzen. Sauwens werd begin augustus 2019 opnieuw burgemeester van Bilzen en droeg de sjerp in april 2022 over aan Bruno Steegen.
In oktober 2024 stelde Sauwens zich kandidaat voor het burgemeesterschap van de nieuwe fusiegemeente Bilzen-Hoeselt als lijsttrekker van de partij Trots. De partij eindigde echter op de tweede plaats, na het liberaal-socialistische Team Burgemeester van zijn opvolger Bruno Steegen. Team Burgemeester en Trots vormden een coalitie, maar Sauwens kreeg geen uitvoerend mandaat in het stadsbestuur. Wel ging hij begin 2025 zetelen als gemeenteraadslid van Bilzen-Hoeselt.

### Nationale politiek
Tussen oktober 1985 en mei 1995 was Sauwens lid van de Kamer van volksvertegenwoordigers, van 1985 tot 1987 voor het arrondissement Tongeren-Maaseik en van 1987 tot 1995 voor het arrondissement Hasselt. In de periode december 1985-mei 1995 had hij als gevolg van het toen bestaande dubbelmandaat ook zitting in de Vlaamse Raad. De Vlaamse Raad was vanaf 21 oktober 1980 de opvolger van de Cultuurraad voor de Nederlandse Cultuurgemeenschap, die op 7 december 1971 werd geïnstalleerd, en was de voorloper van het huidige Vlaams Parlement. Bij de eerste rechtstreekse verkiezingen voor het Vlaams Parlement van 21 mei 1995 werd hij verkozen in de kieskring Hasselt-Tongeren-Maaseik. In de legislatuur 1995-1999 was hij voorzitter van de commissie Staatshervorming. Ook na de volgende Vlaamse verkiezingen van 13 juni 1999 was hij nog even Vlaams volksvertegenwoordiger, tot hij op 13 juli 1999 de eed aflegde als Vlaams minister. Van 1993 tot 2000 was hij ook lid van het Comité van de Regio's, een mandaat dat hij van 2007 tot 2014 opnieuw uitoefende.
Van 1988 tot 1995 was Sauwens minister in de Vlaamse Executieve: van 1988 tot 1992 was hij minister van Openbare Werken en Verkeer, van 1992 tot 1995 minister van Verkeer, Buitenlandse Handel en Staatshervorming. Van 1999 tot 2001 was hij in de Vlaamse Regering minister van Binnenlandse Aangelegenheden, Ambtenarenzaken en Sport, vanaf 2000 ook bevoegd voor Stedelijk Beleid en Huisvesting. Als minister van Verkeer richtte Sauwens de Vlaamse vervoersmaatschappij De Lijn op 
In mei 2001 diende Sauwens ontslag te nemen als minister nadat bekend raakte dat hij het jubileumfeest van het Sint-Maartensfonds had bijgewoond, een organisatie van Vlaamse oostfrontstrijders waar hij meer dan twintig jaar lid van was. Sauwens verliet de bijeenkomst toen hij Jan Jambon als vertegenwoordiger van het Overlegcentrum van Vlaamse Verenigingen op het spreekgestoelte hoorde zeggen dat de Vlamingen zich niet moesten verontschuldigen voor hun collaboratie met de Duitse bezetter.
Hij werd als minister opgevolgd door Paul Van Grembergen en werd na zijn ontslag opnieuw Vlaams volksvertegenwoordigers. De affaire versnelde mee het uiteenvallen van de Volksunie, waarbij Sauwens een van de kopmannen was van Niet Splitsen, het kamp dat de partij niet wilde splitsen. Na de ontbinding van de Volksunie op 20 december 2001 stapte hij over naar het christendemocratische CD&V. Bij de Vlaamse verkiezingen van 13 juni 2004 en van 7 juni 2009 werd hij telkens tot Vlaams volksvertegenwoordiger verkozen in de kieskring Limburg. Op 23 november 2005 werd hij samen met Trees Merckx-Van Goey gehuldigd voor zijn twintig jaar parlementair mandaat tijdens een plenaire vergadering in het Vlaams Parlement. Na de verkiezingen van 2009 was hij interim-voorzitter van het Vlaams Parlement, totdat de nieuwe Vlaamse Regering gevormd was en Jan Peumans aangeduid werd als parlementsvoorzitter.
In de De Standaard van 14 januari 2011 riep Sauwens op tot een verregaande autonomie voor Vlaanderen. Hij stelde dat de N-VA en de CD&V terecht geen genoegen namen met een halfslachtig compromis bij de moeizame regeringsvorming na de federale verkiezingen van 13 juni 2010.
In 2014 duwde hij bij de Vlaamse verkiezingen de Limburgse lijst, maar hij werd niet herkozen in het Vlaams Parlement. Sinds 30 juni 2014 mag hij zich ere-Vlaams volksvertegenwoordiger noemen. Die eretitel werd hem toegekend door het Bureau (dagelijks bestuur) van het Vlaams Parlement.

### Overige activiteiten
Eind 2014 werd hij door CD&V voorgedragen als lid van de raad van bestuur van vervoermaatschappij De Lijn. In februari 2022 volgde hij Marc Descheemaecker op als voorzitter van de raad van bestuur van De Lijn. Joris Vandenbroucke volgde hem in april 2025 op.
In 2015 was hij een van de oprichters van technologiebedrijf Technolink. Dit bedrijf werd eind 2017 ontbonden.
Sauwens was ook bestuurder van de nv De Scheepvaart.

## Eretekens
- België Grootofficier Leopoldsorde, KB 6 juni 2009